# قرقیز (کلاله)
قرقیز (کلاله)، روستایی از توابع بخش مرکزی شهرستان کلاله در استان گلستان ایران است.

## جمعیت
این روستا در دهستان کنگور قرار دارد و براساس سرشماری مرکز آمار ایران در سال ۱۳۸۵، جمعیت آن ۳۱۶ نفر (۷۳خانوار) بوده‌است.